# نبت‌عح
نبت‌عح (انگلیسی: Nebetah؛ ‏مصری باستان: nb.t-ꜥḥ) یکی از دختران فرعون مصر باستان آمنهوتپ سوم از سلسله هجدهم و همسر بزرگ سلطنتی او تیه بود. او خواهر کوچکتر فرعون آخناتون بود. معنای نام او در زبان مصری باستان «بانوی قصر» است.
برخلاف خواهرانش سات‌آمون و ایسیس، او هرگز به مقام ملکه نرسید و تنها عنوان شناخته شده او دختر پادشاه که شاه او را دوست دارد (لقب معمول شاهدخت‌ها) است. این، همراه با این واقعیت که پس از مرگ آمنهوتپ سوم نام او دیگر در جایی ثبت نشده است، نشان می‌دهد که او در سنین پایین مرده است. زمانی گفته شد که او در جریان اصلاحات آتون‌پرستی که توسط برادرش آغاز شده بود، تغییر نام داد و با شاهدخت بکت‌آتون که قبل از اصلاحات هرگز نامی از او ذکر نشده بود، یکسان است.
مومیایی معروف به بانوی جوان به عنوان مادر توت‌عنخ‌آمون شناخته شده است. نبت‌عح یا بکت‌آتون را هویت احتمالی این مومیایی دانسته‌اند.